# Abdallah ibn Al-Aftas
Abd Allah ibn Muhammad ibn Maslama ibn al Aftas, surnommé Ibn al Aftas ou Al Mansur, est le fondateur de la dynastie des aftasides qui a régné sur la taïfa de Badajoz en Al-Andalus au XIe siècle; un territoire qui comprend des villes comme celles de Mérida, Lisbonne, Santarém et Coimbra.

## Biographie

### Origine
Les aftasides sont des Berbères arabisés qui se considèrent Arabes . Ils sont originaires du « Fahs-El-Ballût », littéralement en arabe « la plaine du chêne », qui est une région au nord de Cordoue, où ils sont présents depuis le Xe siècle. Ils descendent de la grande tribu berbère des Meknassas, dont l'un de ses membres a été l'un des chefs de la révolte berbère de 768-777 contre le premier émir omeyyade de Cordoue.
Cependant, les Banu al-Aftas prétendent appartenir à la noble tribu yéménite des Toujib ce qui a été contesté par l'historien andalou Ibn Hayyan.

### Accession au trône
Au début du XIe siècle, Abd Allah Ibn al Aftas est le hadjib (vizir) de Sabour al-Saqlabi, gouverneur de Badajoz, qui s'est séparé du Califat de Cordoue pour diriger un royaume indépendant. Ibn al Aftas reste aux côtés de Sabour al-Saqlabi jusqu'à sa mort en 1022 et lui succède ,.

### Période de règne
Dès le début, la règne d'Abd Allah Ibn al Aftas est caractérisé par des guerres et par la défaite qu'il subit face à Abbad Ier (Abbadides), émir de Séville, et Mohammed bin Abdullah al-Birzali, émir de Carmona. En 1034, Ibn al Aftas se venge d'Abbad Ier ,. Il gouverne le royaume de Badajoz jusqu'à sa mort en 1045 et est remplacé par son fils Abu Bakr Muhammad ibn Abdallah al-Muzaffar.